# ریف فاینز
ریف ناتانیل توئیسلتون-ویکهام-فاینز (انگلیسی: Ralph Nathaniel Twisleton-Wykeham-Fiennes؛ زادهٔ ۲۲ دسامبر ۱۹۶۲) بازیگر و کارگردان انگلیسی است. او برای به تصویر کشیدن جنایتکار جنگی نازی، آمون گوت، در درام فهرست شیندلر (۱۹۹۳) برندهٔ جایزهٔ بفتای بهترین بازیگر نقش مکمل مرد و نامزد دریافت جایزهٔ اسکار شد. ایفای نقش لاسلو آلامسی در درام عاشقانهٔ بیمار انگلیسی (۱۹۹۶) و یک کاردینال در مجمع کاردینال‌ها (۲۰۲۴) برایش نامزدی دریافت جایزه اسکار بهترین بازیگر مرد را به همراه داشت.
فاینز برای بازی در فیلم‌های پایان رابطه (۱۹۹۹)، باغبان وفادار (۲۰۰۵)، دوشس (۲۰۰۸)، کوریولانوس (۲۰۱۱) و هتل بزرگ بوداپست (۲۰۱۴) مورد تحسین قرار گرفت. او نقش لرد ولدمورت را در مجموعهٔ فیلم‌های هری پاتر (۲۰۰۵–۲۰۱۱) و نقش ام را در چند فیلم جیمز باند یعنی اسکای‌فال (۲۰۱۲)، اسپکتر (۲۰۱۵) و زمانی برای مردن نیست (۲۰۲۱) ایفا کرده است.

## اوایل زندگی و تحصیلات
فاینز در ۲۲ دسامبر ۱۹۶۲ در ایپسوییچ به دنیا آمد. او فرزند ارشد مارک فاینز (۱۹۳۳–۲۰۰۴)، کشاورز و عکاس، و جنیفر لش (۱۹۳۸–۱۹۹۳)، نویسنده است. نام خانوادگی او ریشهٔ نورمنی دارد. او بزرگ‌ترین فرزند از شش فرزند خانواده است.
خانواده فاینز در سال ۱۹۷۳ به ایرلند نقل مکان کردند و برای چند سال در شهرستان کورک و شهرستان کیلکنی زندگی کردند. فاینز به مدت یک سال در کالج سنت کیران تحصیل کرد و به دنبال آن مدرسه نیوتاون، یک مدرسه مستقل کوئیکر در شهرستان واترفورد، تحصیل کرد. آن‌ها به سالزبری در انگلستان نقل مکان کردند، جایی که فاینز تحصیلات خود را در مدرسه اسقف وردزورث به پایان رساند. او قبل از اینکه تصمیم بگیرد که بازیگری اشتیاق واقعی اوست، نقاشی را در کالج هنر چلسی مطالعه کرد. وی بین سال‌های ۱۹۸۳ تا ۱۹۸۵ در آکادمی سلطنتی هنرهای دراماتیک آموزش دید.

## زندگی شخصی
فاینز سفیر صلح انگلستان است و در کشورهای هند و رومانی و قرقیزستان به فعالیت پرداخته است.
فاینز هنگامی‌که در دانشگاه سلطنتی هنرهای دراماتیک مشغول به تحصیل بود با بازیگر انگلیسی الکس کینگستون آشنا شد. آن‌ها پس از ۱۰ سال دوستی در سال ۱۹۹۳ ازدواج کردند، ولی در ۱۹۹۷ طلاق گرفتند.
در ۱۹۹۵ فاینز با فرانچسکا انیس که نقش مادرش را در نمایشنامهٔ هملت بازی کرده بود رابطه برقرار کرد. بعد از ۱۱ سال با هم بودن، این زوج در فوریه ۲۰۰۶ از هم جدا شدند.

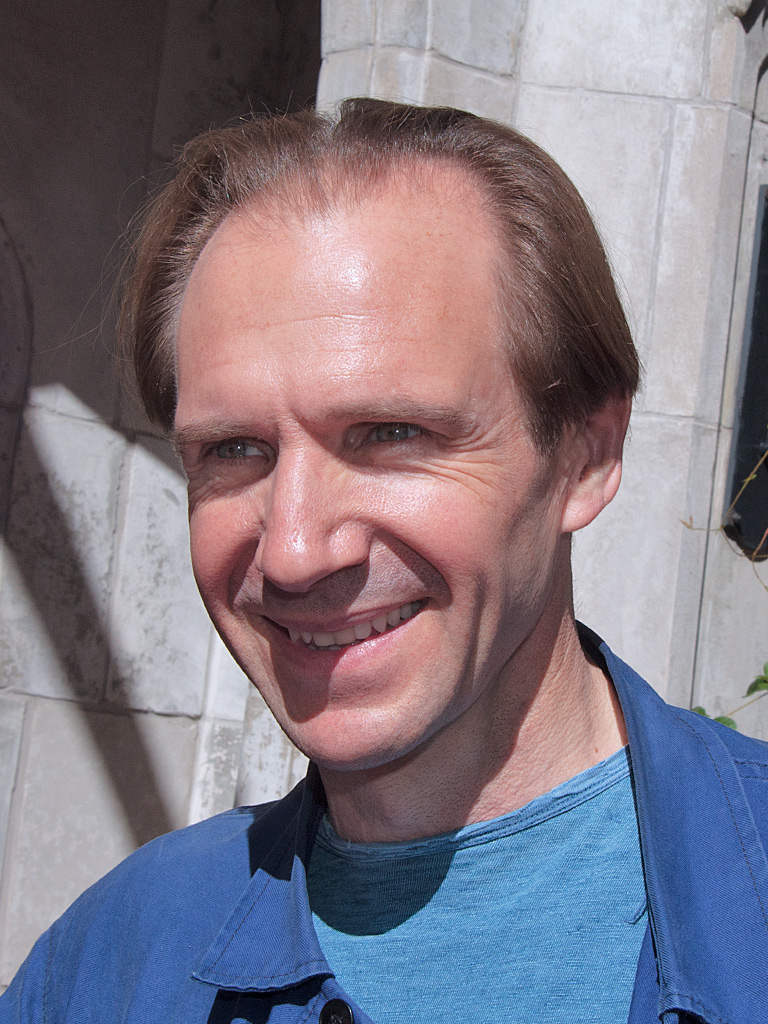
در سال ۲۰۱۳

## فیلم‌شناسی
| سال  | عنوان                                 | نقش                                             | توضیحات                 |
| ---- | ------------------------------------- | ----------------------------------------------- | ----------------------- |
| ۱۹۹۲ | بلندی‌های بادگیر امیلی برونته          | هیت‌کلیف                                         |                         |
| ۱۹۹۳ | فرزندی از موکان                       | The Bishop's son                                |                         |
| ۱۹۹۳ | فهرست شیندلر                          | آمون گوت                                        |                         |
| ۱۹۹۴ | مسابقه تلویزیونی                      | چارلز ون دورن                                   |                         |
| ۱۹۹۵ | روزهای عجیب                           | Lenny Nero                                      |                         |
| ۱۹۹۶ | بیمار انگلیسی                         | Count László de Almássy                         |                         |
| ۱۹۹۷ | اسکار و لوسیندا                       | Oscar Hopkins                                   |                         |
| ۱۹۹۸ | انتقام‌جویان                           | John Steed                                      |                         |
| ۱۹۹۸ | شاهزاده مصر                           | رامسس دوم                                       |                         |
| ۱۹۹۹ | نور سفید                              | Ignatz Sonnenschein/Adam Sors/Iva Sors          |                         |
| ۱۹۹۹ | آنگین                                 | یوگنی آنگین                                     | همچنین تهیه‌کننده اجرایی |
| ۱۹۹۹ | پایان رابطه                           | موریس بندریکس                                   |                         |
| ۲۰۰۰ | خالق معجزه                            | عیسی                                            |                         |
| ۲۰۰۲ | عنکبوت                                | Dennis "Spider" Cleg                            |                         |
| ۲۰۰۲ | دزد خوب                               | Tony Angel                                      |                         |
| ۲۰۰۲ | اژدهای سرخ                            | فرانسیس دولارهاید                               |                         |
| ۲۰۰۲ | خدمتکاری در منهتن                     | کریستوف مارشال                                  |                         |
| ۲۰۰۵ | شادی در دوزهای کم                     | Mayor Michael Ebbs                              |                         |
| ۲۰۰۵ | رنگ‌هراسی                              | Stephen Tulloch                                 |                         |
| ۲۰۰۵ | باغبان وفادار                         | Justin Quayle                                   |                         |
| ۲۰۰۵ | والاس و گرومیت: نفرین موجود خرگوش‌نما  | Lord والاس و گرومیت: نفرین موجود خرگوش‌نما (صدا) |                         |
| ۲۰۰۵ | کنتس سفید                             | Todd Jackson                                    |                         |
| ۲۰۰۵ | هری پاتر و جام آتش                    | لرد ولدمورت                                     |                         |
| ۲۰۰۶ | سرزمین نابینایان                      | جو                                              |                         |
| ۲۰۰۶ | برنارد و دوریس                        |                                                 |                         |
| ۲۰۰۷ | هری پاتر و محفل ققنوس                 | لرد ولدمورت                                     |                         |
| ۲۰۰۸ | در بروژ                               | هری واترز                                       |                         |
| ۲۰۰۸ | دوشس (فیلم)                           | William Cavendish, 5th Duke of Devonshire       |                         |
| ۲۰۰۸ | کتاب‌خوان                              | مایکل برگ مسن‌تر                                 |                         |
| ۲۰۰۹ | مهلکه                                 | Contractor Team Leader                          |                         |
| ۲۰۰۹ | هری پاتر و شاهزاده دورگه              | لرد ولدمورت                                     | حضور مختصر              |
| ۲۰۱۰ | تقاطع سمتری                           | آقای کندریک                                     |                         |
| ۲۰۱۰ | برخورد تایتان‌ها                       | هادس                                            |                         |
| ۲۰۱۰ | نانی مک‌فی و انفجار بزرگ               | لرد گری                                         |                         |
| ۲۰۱۰ | هری پاتر و یادگاران مرگ - قسمت اول    | لرد ولدمورت                                     |                         |
| ۲۰۱۰ | The Wildest Dream                     | جرج مالوری                                      |                         |
| ۲۰۱۱ | هری پاتر و یادگاران مرگ - قسمت دوم    | لرد ولدمورت                                     |                         |
| ۲۰۱۱ | Page Eight                            | Alec Beasley                                    |                         |
| ۲۰۱۱ | کوریولانوس                            | کوریولانوس                                      |                         |
| ۲۰۱۲ | خشم تایتان‌ها                          | هادس                                            |                         |
| ۲۰۱۲ | اسکای‌فال                              | گرت مالوری/ ام                                  |                         |
| ۲۰۱۲ | آرزوهای بزرگ                          | آبل مگویچ                                       |                         |
| ۲۰۱۳ | زن نامرئی                             | چارلز دیکنز                                     | همچنین کارگردان         |
| ۲۰۱۴ | هتل بزرگ بوداپست                      | Monsieur Gustave H.                             |                         |
| ۲۰۱۴ | دو زن                                 | M.A. Rakitin                                    |                         |
| ۲۰۱۵ | اسپکتر                                | گرت مالوری/ ام                                  |                         |
| ۲۰۱۶ | درود بر سزار!                         | Laurence Lorenz                                 |                         |
| ۲۰۱۶ | کوبو و دو تار                         | رایدن پادشاه ماه                                | صداپیشه                 |
| ۲۰۱۷ | فیلم لگو بتمن                         | آلفرد پنی‌ورث                                    | صداپیشه                 |
| ۲۰۱۷ | غم دریا                               | پروسپرو                                         |                         |
| ۲۰۱۸ | کلاغ سفید                             | الکساندر پوشکین                                 |                         |
| ۲۰۱۸ | هولمز و واتسون                        | پروفسور موریارتی                                |                         |
| ۲۰۱۹ | اسرار رسمی                            | بن امرسون                                       |                         |
| ۲۰۱۹ | فیلم لگو ۲:پخش دوم                    | آلفرد پنی‌ورث                                    | صداپیشه                 |
| ۲۰۲۰ | دولیتل                                | باری                                            | صداپیشه                 |
| ۲۰۲۱ | حفاری                                 | باسیل براون                                     |                         |
| ۲۰۲۱ | زمانی برای مردن نیست                  | گرت مالوری/ ام                                  |                         |
| ۲۰۲۱ | بخشیده‌شده                             | دیوید هنینگر                                    |                         |
| ۲۰۲۱ | کینگزمن                               | دوک آکسفورد                                     |                         |
| ۲۰۲۲ | صورت‌غذا                               | جولیان اسلوویک                                  |                         |
| ۲۰۲۳ | داستان شگفت‌انگیز هنری شوگر            | رولد دال / پلیس                                 | فیلم کوتاه              |
| ۲۰۲۳ | The Swan                              | رولد دال                                        | فیلم کوتاه              |
| ۲۰۲۳ | The Rat Catcher                       | رولد دال / Rat Man                              | فیلم کوتاه              |
| ۲۰۲۳ | Poison                                | رولد دال                                        | فیلم کوتاه              |
| ۲۰۲۳ | Coast                                 | خودش                                            | فیلم کوتاه              |
| ۲۰۲۴ | Macbeth: Ralph Fiennes & Indira Varma | مکبث                                            | ضبط استیج               |
| ۲۰۲۴ | مجمع کاردینال‌ها                       | کاردینال توماس لارنس                            |                         |
| ۲۰۲۴ | The Return                            | اودیسئوس                                        |                         |
| ۲۰۲۵ | ۲۸ سال بعد                            | دکتر کلسون                                      |                         |
| ۲۰۲۵ | The Choral                            | دکتر گاتری                                      |                         |
| ۲۰۲۶ | ۲۸ سال بعد: معبد استخوان              | دکتر کلسون                                      |                         |

## کارگردان
- ۲۰۱۱ کوریولانوس
- ۲۰۱۳ زن نامرئی

## جوایز و افتخارات
- برنده بفتای بهترین بازیگر مکمل مرد برای فهرست شیندلر در سال ۱۹۹۳
- کاندیدای بفتای بهترین بازیگر نقش مکمل مرد برای فیلم بیمار انگلیسی در سال ۱۹۹۶
- کاندیدای بفتای بهترین بازیگر نقش اول مرد برای فیلم پایان رابطه در سال ۱۹۹۹
- کاندیدای بفتای بهترین بازیگر نقش اول مرد برای فیلم باغبان وفادار در سال ۲۰۰۵